# کونزنا

کونزلا شهری در شهرستان فارا در استان باله در بورکینافاسوی جنوبی است و جمعیت آن ۳۲۰ نفر است.